# Lista de governadores de Cabo Verde
Segue-se uma lista dos governadores portugueses em Cabo Verde. As datas referem-se à tomada e cessação do cargo. As datas em itálico indicam a continuação de facto do cargo.

## Santiago
| Período                   | Incumbente              | Notas |
| ------------------------- | ----------------------- | ----- |
| 29 de Janeiro 1462 - 1473 | Diogo Afonso, Capitão   |       |
| 1473 - 1505               | Rodrigo Afonso, Capitão |       |

## Ribeira Grande
| Período                    | Incumbente                           | Notas |
| -------------------------- | ------------------------------------ | ----- |
| 19 de Setembro 1462 - 1496 | Antonio da Noli, Capitão             |       |
| 8 de Abril 1497 - ????     | Branca de Aguiar, Capitã/Capitoa     | ♀     |
| 1508 - 15??                | Sebastião Álvares de Landim, Capitão |       |
| 1515 - 151?                | Fernão Mendes, Capitão               |       |
| 1517 - 15??                | João Alemão, Capitão                 |       |
| 16 de Agosto 1536 - 15??   | João Correia de Sousa, Capitão       |       |
| 1544 - 15??                | Antonio Correia de Sousa, Capitão    |       |
| 1555 (ou ?1559) - 15??     | Manuel de Andrade, Capitão           |       |
| 1562 - ????                | D. Constantino de Bragança, Capitão  |       |

## Boa Vista
| Período                                | Incumbente                     | Notas |
| -------------------------------------- | ------------------------------ | ----- |
| 29 de Outubro 1497 - 3 de Janeiro 1505 | Rodrigo Afonso, Capitão        |       |
| 3 de Janeiro 1505 - 15??               | Pero Correia, Capitão          |       |
| 15?? - 1542                            | António Correia, Capitão       |       |
| 1542 - 15??                            | Maria Correia, Capitão/Capitoa | ♀     |

## Alcatrazes
| Período     | Incumbente                | Notas |
| ----------- | ------------------------- | ----- |
| 1484 - ???? | João de Santarém, Capitão |       |
| 1504 - 150? | Afonso Ribeiro, Capitão   |       |
| 1508 - 15?? | Rodrigo Varela, Capitão   |       |

## Praia
| Período                   | Incumbente                             | Notas |
| ------------------------- | -------------------------------------- | ----- |
| 1526 - 1527               | André Rodrigues dos Mosquitos, Capitão |       |
| 1527 - 15??               | Gomes Balieiro, Capitão                |       |
| 21 de Janeiro 1570 - ???? | Manuel Correia, Capitão                |       |

## Fogo
| Período                 | Incumbente                                                       | Notas |
| ----------------------- | ---------------------------------------------------------------- | ----- |
| 1528 - 1529             | D. João de Vasconcelos e Meneses, 2.º Conde de Penela, Capitão   |       |
| 20 de Abril 1528 - 15?? | D. Afonso de Vasconcelos e Meneses, 1.° Conde de Penela, Capitão |       |

## São Lourenço
| Período     | Incumbente                                             | Notas |
| ----------- | ------------------------------------------------------ | ----- |
| 16?? - 16?? | Capitão Mateus Nunes Velho Cabral Faleiro, Capitão-Mor |       |

## Sal,Santa LuziaeBrava
| Período                   | Incumbente                | Notas |
| ------------------------- | ------------------------- | ----- |
| 22 de Outubro 1542 - 15?? | Luís Pereira, Capitão     |       |
| 12 de Janeiro 1553 - 15?? | Martinho Pereira, Capitão |       |

## Santo Antão
| Período                   | Incumbente                | Notas |
| ------------------------- | ------------------------- | ----- |
| 13 de Janeiro 1548 - 15?? | Gonçalo de Sousa, Capitão |       |

## As ilhas deCabo Verde
| Período                                   | Incumbente                                                         | Notas                                      |
| ----------------------------------------- | ------------------------------------------------------------------ | ------------------------------------------ |
| Soberania Portuguesa                      |                                                                    |                                            |
| 1462                                      | Chegada dos Portugueses                                            | Chegada dos Portugueses                    |
| Corregedores (Magistrados)                |                                                                    |                                            |
| 1481 - ????                               | Pero Lourenço, Corregedor                                          |                                            |
| ???? - 1517                               | Pero de Guimarães, Corregedor                                      |                                            |
| 1517 - 1521                               | João Alemão, Corregedor                                            |                                            |
| 1521 - 1527                               | Leonis Correia, Corregedor                                         |                                            |
| 28 de Agosto 1527 - 1534                  | Gaspar Correia, Corregedor                                         |                                            |
| 1534 - 1536                               | Estêvão de Lagos, Corregedor                                       |                                            |
| 1536 - 1541                               | André Feio, Corregedor                                             |                                            |
| 1539 - 1541                               | Simão Afonso, Corregedor                                           |                                            |
| 1541 - 1544                               | Pero Moniz, Corregedor                                             |                                            |
| 1544 - 1547                               | António Ferreira, Corregedor                                       |                                            |
| 1547 - 1550                               | Pero de Araújo, Corregedor                                         |                                            |
| 1550 - 1556                               | Jorge Pimentel, Corregedor                                         |                                            |
| 1556 - 1559                               | Manuel de Andrade, Corregedor                                      |                                            |
| 1559 - 1560                               | Luís Martins Evangelho, Corregedor                                 |                                            |
| 1560 - 1562                               | Gregorio Martins Caminha, Corregedor                               |                                            |
| 1562 - 1571                               | Bernardo de Alpoim, Corregedor                                     |                                            |
| 1571 - 1577                               | António Velho Tinoco, Corregedor                                   |                                            |
| 1577 - 1579                               | Cristóvão Soares de Melo, Corregedor                               |                                            |
| 1579 - 1584                               | Diogo Dias Magro, Corregedor                                       |                                            |
| 1584 - 1588                               | Gaspar de Andrade, Corregedor                                      |                                            |
| 1588 - 1588                               | Amador Gomes Raposo, Corregedor                                    |                                            |
| Governadores                              |                                                                    |                                            |
| 1588 - 1591                               | Duarte Lobo da Gama, Governador                                    |                                            |
| 1591 - 1595                               | Brás Soares de Melo, Governador                                    |                                            |
| 1597 - 1603                               | Francisco Lobo da Gama, Governador                                 |                                            |
| 1603 - 1606                               | Fernão de Mesquita de Brito, Governador                            |                                            |
| 1606 - 1611                               | Francisco Correia da Silva, Governador                             |                                            |
| 1611 - 1614                               | Francisco Martins de Sequeira, Governador                          |                                            |
| 1614 - 1618                               | Nicolau de Castilho, Governador                                    |                                            |
| 1618 - 1622                               | Francisco de Moura, Governador                                     |                                            |
| 1622 - 1622                               | Francisco de Moura Rolim, Governador                               |                                            |
| 1622 - 1624                               | Manuel Afonso da Guerra, acting Governador                         |                                            |
| 1624 - 1628                               | Francisco de Vasconcelos da Cunha, Governador                      |                                            |
| 1628 - 1632                               | João Pereira Corte-Real, Governador                                |                                            |
| 1632 - 1636                               | Cristóvão Cabral, Governador                                       |                                            |
| 1636 - 1639                               | Jorge de Castilho, Governador                                      |                                            |
| 1639 - 1640                               | Jerónimo Cavalcanti de Albuquerque, Governador                     |                                            |
| 1640 - 1645                               | João Serrão da Cunha, Governador                                   |                                            |
| 1645 - 1646                               | Lourenço Garro, Governador                                         |                                            |
| 1646 - 1648                               | Jorge de Araújo, Governador                                        |                                            |
| 1648 - 1648                               | Roque de Barros do Rego, Governador                                |                                            |
| 1648 - 1649                               | Conselho de Governo                                                |                                            |
| 12 de Junho 1649 - 9 de Outubro 1650      | Gonçalo de Gamboa de Ayala, Governador                             |                                            |
| 1650 - 1651                               | Pedro Semedo Cardoso, Governador                                   |                                            |
| 1651 - 1653                               | Jorge de Mesquita Castelo-Branco, Governador                       |                                            |
| 1663 - 1658                               | Pedro Ferreira Barreto, Governador                                 |                                            |
| 1658 - 1663                               | Francisco de Figueroa, Governador                                  |                                            |
| 1663 - 1667                               | António Galvão, Governador                                         |                                            |
| 1667 - 1671                               | Manuel da Costa Pessoa, Governador                                 | 1.º Mandato                                |
| 1671 - 1676                               | Manuel Pacheco de Melo, Governador                                 |                                            |
| 30 de Abril 1676 - 1676                   | João Cardoso Pássaro, Governador                                   |                                            |
| 1676 - 1678                               | Conselho de Governo                                                |                                            |
| 15 de Março 1678 - 1683                   | Manuel da Costa Pessoa, Governador                                 | 2.º Mandato                                |
| 1681 - 1687                               | Inácio da Franca Barbosa, Governador                               |                                            |
| 1687 - 1688                               | Veríssimo de Carvalho da Costa, Governador                         |                                            |
| 1688 - 1690                               | Vitoriano da Costa, Governador                                     |                                            |
| 1690 - 1691                               | Diogo Ramires Esquível, Governador                                 |                                            |
| 1691 - 1692                               | Conselho de Governo                                                |                                            |
| 1692 - 1696                               | Manuel António Pinheiro da Câmara, Governador                      |                                            |
| 1696 - 7 de Junho 1696                    | António Gomes de Mena, Governador                                  |                                            |
| 1696 - 1698                               | Conselho de Governo                                                |                                            |
| 4 de Dezembro 1698 - 1702                 | António Salgado, Governador                                        |                                            |
| 10 de Fevereiro 1702 - 1702               | Jorge Cotrim de Melo, Governador                                   |                                            |
| 12 de Abril 1702 - 1707                   | Gonçalo de Lemos Mascarenhas, Governador                           |                                            |
| 11 de Maio 1707 - 1710                    | Rodrigo de Oliveira da Fonseca, Governador                         |                                            |
| 12 de Fevereiro 1710 - 1715               | José Pinheiro da Câmara, Governador                                |                                            |
| 27 de Março 1715 - 20 de Junho 1715       | Manuel Pereira Calheiros e Araújo, Governador                      |                                            |
| 1715 - 1719                               | Serafim Teixeira Sarmento de Sá, Governador                        |                                            |
| 9 de Abril 1719 - 1720                    | Baltasar de Sousa Coutinho, Governador                             |                                            |
| 11 de Março 1720 - 4 de Janeiro 1725      | António Vieira, Governador                                         |                                            |
| 24 de Janeiro 1726 - 1728                 | Francisco Miguel da Nóbrega e Vasconcelos, Governador              |                                            |
| 10 de Julho 1728 - 1733                   | Francisco de Oliveira Grans, Governador                            |                                            |
| 1733 - 1737                               | Bento Gomes Coelho, Governador                                     |                                            |
| 1 de Maio 1736 - 7 de Agosto 1738         | José da Fonseca Barbosa, Governador                                |                                            |
| 1738 - 1741                               | Câmara de Senado                                                   |                                            |
| 10 de Junho 1741 - 1751                   | João Zuzarte de Santa Maria, Governador                            |                                            |
| 6 de Março 1751 - 1751                    | António José de Eça e Faria, Governador                            |                                            |
| 1752 - 1756                               | Luís António da Cunha de Eça, Governador                           |                                            |
| 1756 - 1761                               | Manuel António de Sousa e Meneses, Governador                      |                                            |
| 5 de Março 1761 - 1761                    | Marcelino Pereira de Ávila, Governador                             |                                            |
| 1761 - 1764                               | António de Barros Bezerra, Governador                              |                                            |
| 1764 - 1766                               | Bartolomeu de Sousa de Brito Tigre, Governador                     |                                            |
| 1766 - 1767                               | João Jácome de Brito Barena Henriques, Governador                  |                                            |
| 25 de Dezembro 1768 - 1777                | Joaquim Salema de Saldanha Lobo, Governador                        |                                            |
| 1777 - 1781                               | António do Vale de Sousa e Meneses, Governador                     |                                            |
| 19 de Fevereiro 1781 - 1782               | Duarte de Melo da Silva Castro e Almeida, Governador               |                                            |
| 1782 - 1783                               | Francisco de São Simão, acting Governador                          |                                            |
| 23 de Agosto 1784 - 1789                  | António Machado de Faria e Maia, Governador                        |                                            |
| 2 de Abril 1789 - 1793                    | Francisco José Teixeira Carneiro, Governador                       |                                            |
| 27 de Setembro 1793 - 10 de Setembro 1795 | José da Silva Maldonado de Eça, Governador                         |                                            |
| 3 de Agosto 1796 - 29 de Dezembro 1802    | Marcelino António Bastos, Governador                               |                                            |
| 12 de Maio 1803 - 1818                    | D. António Coutinho de Lencastre, Governador                       |                                            |
| 6 de Fevereiro 1818 - 1822                | António Pusich, Governador                                         |                                            |
| 9 de Maio 1822 - 1826                     | João da Mata Chapuzet, Governador                                  |                                            |
| 7 de Setembro 1826 - 1830                 | Caetano Procópio Godinho de Vasconcelos, Governador                |                                            |
| 1830 - 1831                               | D. Duarte da Costa de Sousa de Macedo, Governador                  |                                            |
| 1831 - 1834                               | D. José Coutinho de Lencastre, Governador                          |                                            |
| 1834 - 1835                               | Manuel António Martins, Governador                                 |                                            |
| 1835 - 1836                               | Joaquim Pereira Marinho, Governador                                | 1.º Mandato                                |
| 1836 - 1837                               | Domingos Correia Arouca, Governador                                |                                            |
| 1837 - 1839                               | Joaquim Pereira Marinho, Governador                                | 2.º Mandato                                |
| 1839 - 1842                               | João de Fontes Pereira de Melo, Governador                         | 1.º Mandato                                |
| 5 de Abril 1842 - 1845                    | Francisco de Paula Bastos, Governador                              |                                            |
| 26 de Junho 1845 - 1847                   | José Miguel de Noronha, Governador                                 |                                            |
| 28 de Julho 1847 - 1851                   | João de Fontes Pereira de Melo, Governador                         | 2.º Mandato                                |
| 25 de Junho 1851 - 1854                   | Fortunato José Barreiros, Governador                               |                                            |
| 6 de Abril 1854 - 1857                    | António Maria Barreiros Arrobas, Governador                        |                                            |
| 25 de Dezembro 1857 - 1860                | Sebastião Lopes de Calheiros e Meneses, Governador                 |                                            |
| 1860 - 1860                               | Januário Correia de Almeida, Governador                            |                                            |
| 6 de Setembro 1860 - 1863                 | Carlos Joaquim Franco, Governador                                  |                                            |
| 1863 - 1869                               | José Guedes de Carvalho e Meneses, Governador                      |                                            |
| 11 de Fevereiro 1869 - 1876               | Caetano Alexandre de Almeida e Albuquerque, Governador             |                                            |
| 1877 - 1877                               | Guilherme Quintino Lopes de Macedo, Governador                     |                                            |
| 1878 - 1878                               | Vasco Guedes de Carvalho e Meneses, Governador                     |                                            |
| 1879 - 1881                               | António de Nascimento Pereira de Sampaio, Governador               |                                            |
| 1882 - 1886                               | João Paes de Vasconcellos, Governador                              |                                            |
| 1887 - 1889                               | João Cesário de Lacerda, Governador                                | 1.º Mandato                                |
| 1890 - 1890                               | Augusto César Cardoso de Carvalho, Governador                      |                                            |
| 1891 - 1893                               | José Guedes Brandão de Melo, Governador                            |                                            |
| 1893 - 1894                               | Fernando de Magalhães e Menezes, Governador                        |                                            |
| 1894 - 1896                               | José Guedes Brandão de Melo, Governador                            |                                            |
| 1897 - 1897                               | Alexandre Alberto da Rocha de Serpa Pinto, Governador              |                                            |
| 1898 - 1900                               | João Cesário de Lacerda, Governador                                | 2.º Mandato                                |
| 1901 - 1902                               | Arnaldo de Novais Guedes Rebelo, Governador                        |                                            |
| 1902 - 1903                               | Francisco de Paula Cid, Governador                                 |                                            |
| 1903 - 1904                               | António Alfredo Barjona de Freitas, Governador                     |                                            |
| 1905 - 1907                               | Amâncio de Alpoim Cerqueira Borges Cabral, Governador              |                                            |
| 1907 - 1909                               | D. Bernardo António da Costa de Sousa de Macedo, Governador        |                                            |
| 1909 - 1910                               | Martinho Pinto de Queirós Montenegro, Governador                   |                                            |
| 1910 - 1911                               | António de Macedo Ramalho Ortigão, Governador                      |                                            |
| 1911 - 1911                               | Artur Marinha de Campos, Governador                                |                                            |
| 1911 - 1915                               | Joaquim Pedro Vieira Júdice Bicker, Governador                     |                                            |
| 1915 - 1918                               | Abel Fontoura da Costa, Governador                                 |                                            |
| 1918 - 1919                               | Teófilo Duarte, Governador                                         |                                            |
| 1919 - 1921                               | Manuel Firmino de Almeida Maia Magalhães, Governador               |                                            |
| 1921 - 1922                               | Filipe Carlos Días de Carvalho, Governador                         |                                            |
| 1924 - 1926                               | Júlio Henríques de Abreu, Governador                               |                                            |
| 1927 - 1927                               | João de Almeida, Governador                                        |                                            |
| 1927 - 1931                               | António Álvares Guedes Vaz, Governador                             |                                            |
| 1931 - 1941                               | Amadeu Gomes de Figueiredo, Governador                             |                                            |
| 1941 - 1943                               | José Diogo Ferreira Martins, Governador                            |                                            |
| 1943 - 1949                               | João de Figueiredo, Governador                                     |                                            |
| 1950 - 1953                               | Carlos Alberto Garcia Alves Roçadas, Governador                    |                                            |
| 1953 - 1957                               | Manuel Marques de Abrantes Amaral, Governador                      |                                            |
| 1957 - 1958                               | António Augusto Peixoto Correia, acting Governador                 |                                            |
| 1958 - 1962                               | Silvino Silvério Marques, Governador                               |                                            |
| 1963 - 1969                               | Leão Maria Tavares Rosado do Sacramento Monteiro, Governador       |                                            |
| 13 de Março 1969 - 1974                   | António Adriano Faria Lopes dos Santos, Governador                 |                                            |
| 1974 - 25 de Abril de 1974                | Basílio Pina de Oliveira Seguro, Governador                        |                                            |
| 1974 - 1974                               | Sérgio Fonseca, Governador                                         |                                            |
| 6 de Agosto 1974 - 21 de Setembro 1974    | Henrique Afonso da Silva Horta, Governador                         |                                            |
| 21 de Setembro 1974 - 1974                | Vicente Manuel de Moura Coutinho de Almeida d'Eça, Governador      |                                            |
| 1974 - 5 de Julho 1975                    | Vicente Manuel de Moura Coutinho de Almeida d'Eça, Alto Comissário |                                            |
| 5 de Julho 1975                           | Independência como República de Cabo Verde                         | Independência como República de Cabo Verde |

Após a independência, a lista prossegue por Lista de presidentes de Cabo Verde